# Mohamed Abdulnasr
Mohamed Abdulnasr (2 de febrero de 1990) es un deportista libio que compitió en judo. Ganó una medalla de bronce en el Campeonato Africano de Judo de 2012 en la categoría de –73 kg.

## Palmarés internacional
| Campeonato Africano | Campeonato Africano | Campeonato Africano | Campeonato Africano |
| Año                 | Lugar               | Medalla             | Categoría           |
| ------------------- | ------------------- | ------------------- | ------------------- |
| 2012                | Agadir (Marruecos)  | Medalla de bronce   | –73 kg              |